# مجموعة الأصدقاء المقربين
مجموعة الأصدقاء المقربين أو مجموعة الأصدقاء الشخصيين (بالإسبانية: Grupo de Amigos Personales)‏، يُشار إليهم أحيانًا بالإختصار الإسباني GAP. كان الاسم غير الرسمي للحرس المسلح من حزب الاشتراكي التشيلي الذي تم توظيفه من 1970 إلى 1973 لحماية المُرشح ولاحقًا الرئيس التشيلي سلفادور أليندي. تم تدريب وتجهيز GAP من قبل كوبا وتألف في البداية من مقاتلين سابقين في حرب العصابات.

## التاريخ

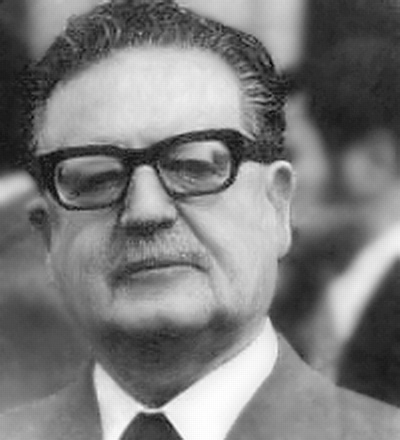
تم تشكيل الحرس في البداية لحماية سلفادور أليندي خلال الإنتخابات الرئاسية التشيلية 1970.

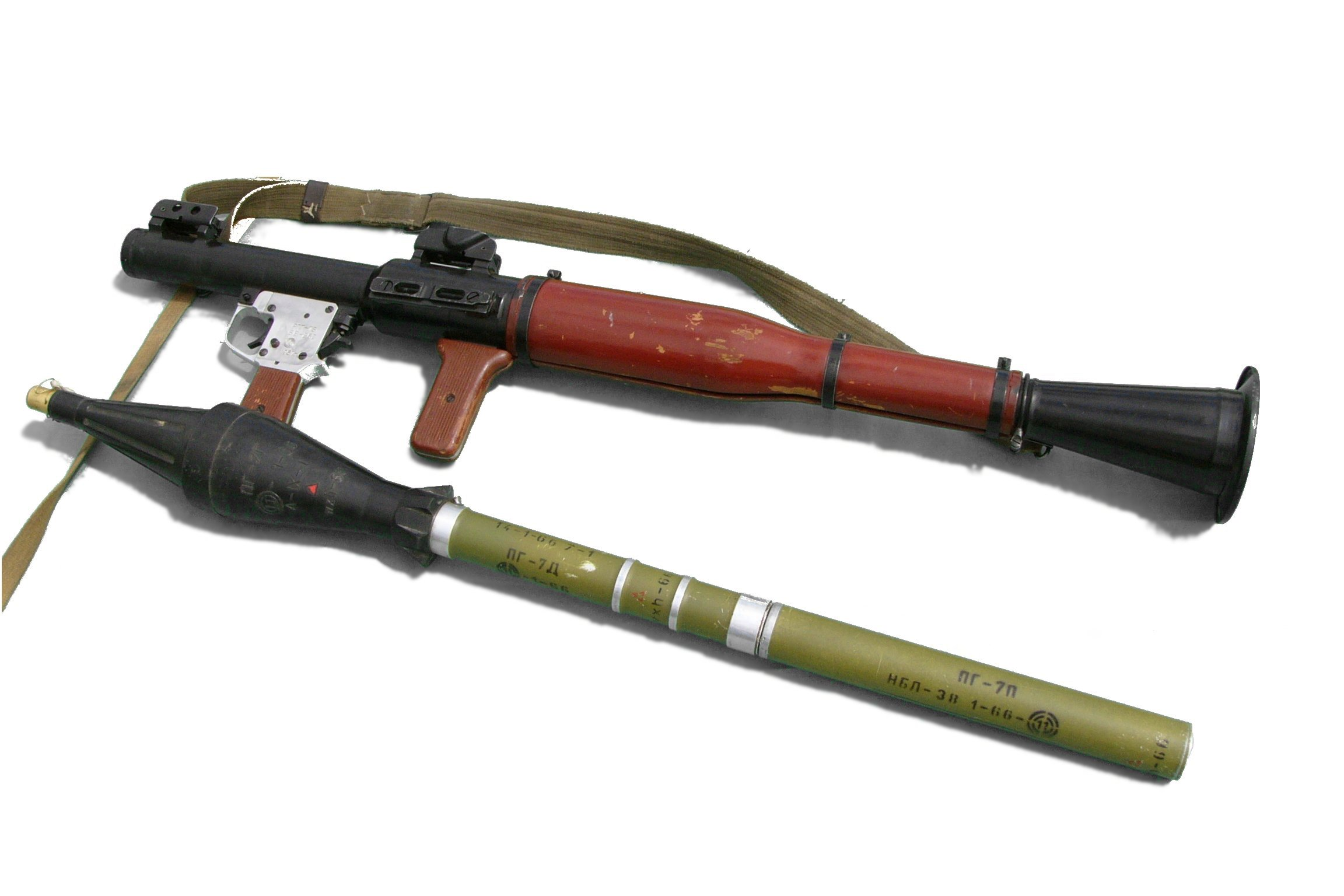
تم تجهيز الحرس بأسلحة RPG-7 المضادة للدبابات التي تبرعت بها كوبا.

### التشكيل والتكوين
تم تشكيل الحرس خلال الحملة الرئاسية لسلفادور أليندي عام 1970 من قبل فرناندو جوميز، عضو في مجموعة الثوار البوليفية التي تدربت في كوبا - جيش التحرير الوطني (ELN) - بتحريض من ابنة أليندي بياتريس أليندي. بحلول وقت الإنتخابات، توسع الحرس بإضافة المزيد من مقاتلي جيش التحرير الوطني السابقين الذين تطوعوا لتوفير الأمن والحماية لأليندي، ولاحقًا، أعضاء من حركة اليسار الثوري (MIR).
قدمت كوبا مستشارين تقنيين لمساعدة الحرس، بما في ذلك توني دي لا غوارديا وباتريسيو دي لا غوارديا.

### الحماية الرئاسية

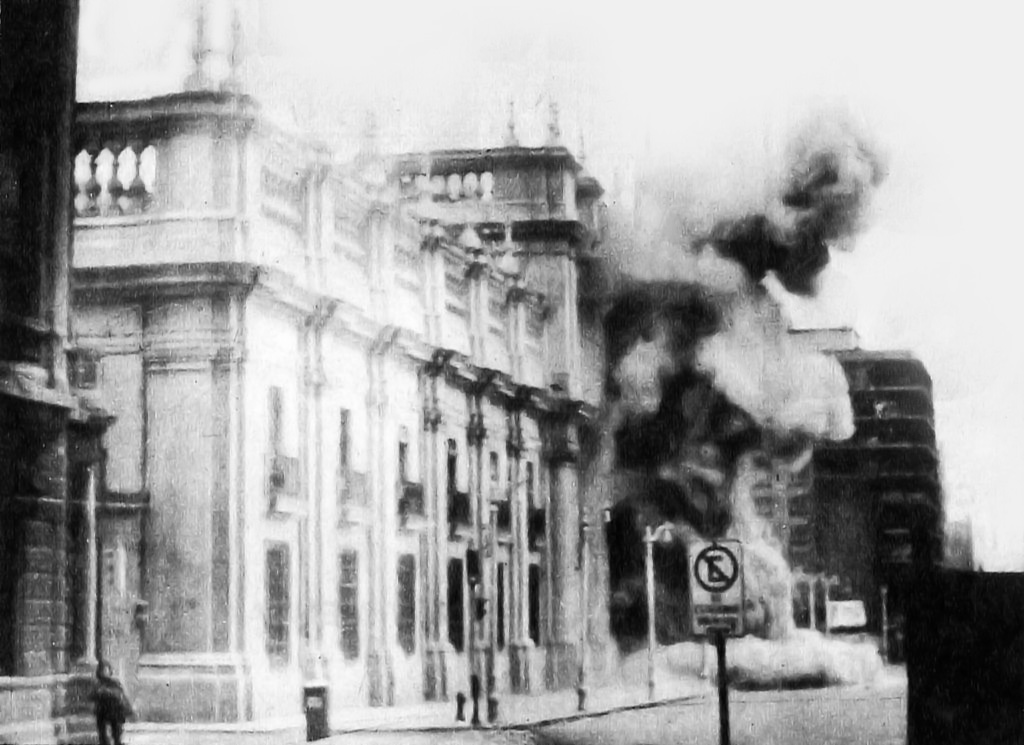
بحلول الوقت الذي بدأ فيه الهجوم الرئيسي من الجيش خلال الإنقلاب العسكري، كان أفراد الحرس من بين المدافعين الوحيدين المتبقين عن قصر لامونيدا الرئاسي.

في أول ظهور علني لأليندي بعد تنصيبه، سأل صحفي تشيلي الرئيس عمن كان الرجال المسلحين يرافقونه، فأجاب أليندي بـأنهم «مجموعة من الأصدقاء المُقربين»، وأعطى المجموعة اللقب الذي ستعرف عنه فيما بعد. خلال زيارة عام 1971 لفيدل كاسترو إلى تشيلي، أحضر ضباط الحماية الكوبيون معهم ترسانة أسلحة كبيرة بشكل غير عادي بما في ذلك آر-بي-جي-٧ وAK47-بنادق كلاشنكوف، تاركين الكمية الكاملة تقريبًا في تشيلي من أجل الحرس الشخصي المجهز مسبقًا بمسدسات.
إعتمد أليندي على الحرس كقوة حمايته الرئيسية، على الرغم من أن المنظمة ليس لديها وضع قانوني رسمي. استفاد الحرس من وضعه المُختلط لإجراء الاستطلاع وجمع المعلومات الإستخبارية في تشيلي بحجة الحماية الرئاسية ولكن مع المعلومات التي تم جمعها في الواقع كانت لصالح عمليات حركة اليسار الثوري MIR شبه العسكرية ضد المعارضة السياسية. مع ذلك، فإن عملية عام 1972 في كوريمون، والتي تخبط فيها أفراد الحرس المَخمورين في مهمتهم لتحديد مكان أرتورو مارشال، جعلت المخابرات العسكرية التشيلية على دراية باستخدام الحرس بهذه الطريقة. أدى هذا إلى فك ارتباط الحرس من حركة اليسار الثوري MIR ، والتي وضعت تحت السيطرة الرسمية للحزب الاشتراكي الحاكم، مما أدى إلى استقالة أو فصل العديد من أعضاء الحركة اليسارية الثورية في الحرس.

### الدفاع عن لامونيدا
في بداية الانقلاب التشيلي عام 1973 ، تم الدفاع عن القصر الرئاسي في لا مونيدا من قبل أعضاء الحرس و٢٠ مُحققًا من شرطة التحقيقات التشيلية (PDI)، و٣٠٠ فرد من الشرطة الوطنية الشيلية Carabineros( de Chile). مع وصول أخبار الإنقلاب العسكري إلى العاصمة سانتياغو، قاد الزعيم برونو الأبيض عشرات التعزيزات المسلحة للحرس في المقر الرئاسي. ومع ذلك، عند الاقتراب من ضباط الشرطة PDI المتمركزين في القصر لمساعدة المُدافعين، تم نزع سلاح المجموعة واعتقالها على الفور. في الساعة 9:00 صباحًا يوم 11 سبتمبر، إنسحب رجال الشرطة بعد أن قام الجنرال سيزار ميندوزا، قائد الشرطة الوطنية الشيلية، بتغيير ولائه للمجلس العسكري.
بدأ الهجوم الرئيسي على القصر الرئاسي بعد وقت قصير من إنسحاب رجال الشرطة. في حوالي الساعة 1:30 من بعد ظهر 11 سبتمبر، دخل مشاة الجيش التشيلي المبنى. في أعقاب تبادل لإطلاق النار، إستسلم أفراد حزب العمل الشعبي وإنتحر أليندي. قُتل ما يقرب من 30 فردًا من الحرس أثناء القتال أو أُعدموا بعد سقوط القصر.

## التنظيم
تم تنظيم الحرس إلى ثلاثة عناصر: مرافقة، متقدم، قوات الحماية.
قدمت مجموعة المرافقة حماية قريبة لأليندي وكانت تتألف من حوالي 20 رجلاً. قامت مجموعة المُرافقة باستعمال سيارات السيدان الزرقاء Fiat ؛ كان المواكب الرئاسي يتكون بشكل عام من ثلاث مجموعات سيارات فيات مرافقة - واحدة منها تحمل رقم لوحة الترخيص "١"، تحمل أليندي - مصحوبة بمركبات الشرطة.
كانت مجموعة الحماية المُتقدمة، بقيادة فرانسيسكو أرغاندونا (الاسم الحركي «ماريانو») تضُم أقل عدد من الحرس وكانت مسؤولة عن إستكشاف المواقع التي يجب أن يزورها أليندي قبل وصوله.
كانت مجموعة قوات الحماية مُقسمة لثلاثة أقسام كُلً من ستة أفراد، كل واحدة مخصصة لمسكن من المساكن الرئاسية الثلاثة وكانت المسؤلة عن الأمن الثابت في تلك المواقع بالتنسيق مع حراس الشرطة.

### العلاقة مع الشرطة والجيش
كانت العلاقة بين الحرس والشرطة والجيش متوترة بشكل عام. أثناء محاولة انقلاب تانكيتازو الفاشلة في يونيو ١٩٧٣، عندما سارعت عناصر الحرس بنقل أليندي إلى قصر لا مونيدا، واجهوا دورية من جنود الجيش التشيلي في طريقهم. على الرغم من أن القوات كانت موالية لها، إلا أن الحرس أوقف أفراد الجيش تحت تهديد السلاح حتى مرور موكب الرئيس كإجراء احترازي. ومع ذلك، كانت علاقة اليونيداد داخل قوات الأمن أكثر حرارة مع الحرس. قام الجنرال كارلوس براتس بطلب توفير الحراسة له من الحرس بالإضافة إلى أمن أليندي، بسبب تعمق عدم الثقة لدى براتس في مرؤوسيه. وأثناء إنقلاب الدبابة الفاشل، بعد أن أمر أليندي حراسه بعدم مرافقته إلى مقر شرطة التحقيقات الشيلية PDI ، قام الُملحق البحري لأليندي - النقيب. أرتورو أراتا - بإبطل أوامر أليندي وتولى قيادة الحرس بنفسه وطلب منهم «إخراج أسلحتهم وحماية» أليندي.

## التجنيد والتدريب
تم تجنيد أفراد الحرس من بين أعضاء الحزب الاشتراكي التشيلي القائمين أنذاك الذين أوصى بهم موظفو الحزب وإستوفوا المتطلبات الجسدية. خضع الأعضاء المختارون لدورة تدريبية على الأسلحة والأمن لمدة ١٥ يومًا في كوبا.
تم نبذ قدرات الحرس من قبل قائد البحرية التشيلية خوسيه توريبيو ميرينو الذي كتب في مذكراته عن زيارة قام بها إلى أليندي قبل ستة أيام من الإنقلاب وذكر أننا «وجدنا أنفسنا في مواجهة حصن، على طريقة أفلام ديزني، ما يُفترض أن يكون قلعة مسلحة محمية... عرض مضحك. أخذوا ما كانوا يفعلونه على محمل الجد... بدوا وكأنهم أطفال يلعبون قُطاع الطرق».

## روابط خارجية
- صورة ملونة لأليندي مع أفراد GAP أثناء الدفاع عن لا مونيدا